# Pagell
El pagell o pitxell (Pagellus erythrinus) és un peix de l'ordre dels perciformes.

## Morfologia
- Fa de 20 a 40 cm de llargària total, bé que pot atènyer els 60 cm.
- Cos ovalat, allargat i comprimit.
- Té el perfil cefàlic convex.
- Morro punxegut.
- Boca grossa, amb petites dents còniques i molars a les dues mandíbules.
- Té les branquies de color vermell rosat amb reflexos metàl·lics.
- Té la mucosa bocal negra i els opercles amb una franja vermella.
- Té els ulls ovalats i més petits que els del goras (Pagellus bogaraveo) i els del besuc (Pagellus acarne).
- L'aleta dorsal és llarga. Les pectorals, llargues i acabades en punta, arriben a l'inici de l'anal. La caudal és escotada.

## Reproducció
És hermafrodita proterogínic, essent primer femella durant dos anys i després mascle. La reproducció es du a terme des de març fins a setembre.

## Alimentació
Menja peixos, mol·luscs i crustacis.

## Hàbitat
És una espècie demersal que viu als fons sorrencs i fangosos fins als 200 m a la Mediterrània i els 300 m a l'Atlàntic. També pot aparèixer a fons rocallosos.

## Distribució geogràfica
Es distribueix per tot el Mediterrani i a la mar Negra. A l'Atlàntic apareix des d'Escandinàvia fins a Angola.

## Costums
És una espècie sedentària i costanera. Durant l'estiu és quan més s'apropa a la costa.

## Pesca
És comestible (de carn blanca) i es captura amb palangres, volantí i tremall.